# اندیشه شاهی
اندیشه شاهی شاعر و داستان‌نویس افغانستانی‌تبار اهل قرقیزستان است.

## زندگی و سرگذشت
اندیشه شاهی متولد ۱۹۹۱ (میلادی) در شهر بیشکک پایتخت قرقیزستان است. در اصل خانواده او از افغانستان است که در جنگ‌های داخلی در حدود سال‌های ۱۹۹۰ (میلادی) به قرقیزستان مهاجر شده بودند.
او در پانزده سالگی دبیرستان را به زبان روسی تمام کرد سپس در سال ۲۰۰۵ (میلادی) برای تحصیل در رشته کامپیوتر از طریق بورسیه به هندوستان رفته‌است.
اندیشه شاهی دختر نوجوان با استعداد شاعر و داستان‌نویس است که از هشت سالگی به شعرگویی پرداخته‌است او در هشت سالگی اولین شعرش را به زبان روسی سرود و در سیزده سالگی در یکی از جشنواره‌های ادبی و شعری روسیه شرکت داشت که به عنوان عضو «انجمن قلم روسیه» پذیرفته شد و نیز در همین سال به ترکیه سفر کرد و عضو «کلبه مولانا» گردید.
اندیشه شاهی شاعر و داستان‌نویس به زبان‌های فارسی، روسی، آلمانی و انگلیسی است و نیز به همین زبان‌ها صحبت می‌تواند، او زبان فارسی را در سطح بهتر نزد خودش از طریق خواندن متون ادبی فارسی یادگرفته است.